# همسرم ازدواج کرد
همسرم ازدواج کرد (انگلیسی: My Wife Got Married؛ کره‌ای: 아내가 결혼했다) فیلم درام عاشقانه محصول سال ۲۰۰۸ کره جنوبی است. این فیلم به کارگردانی جونگ یون سو و با بازی کیم جو هیوک و سون یه جین و برگرفته از رمانی پرفروش با همین نام اثر پارک هیون ووک است. این فیلم در ۲۳ اکتبر ۲۰۰۸ منتشر شد.

## بازیگران
- کیم جو هیوک در نقش نو دوک هون
- سون یه جین در نقش جو این آه
- جو سانگ ووک در نقش هان جه کیونگ
- کیم بیونگ چون در نقش بو جانگ
- چون سونگ هون در نقش کیم جین هو
- اوه یون آه در نقش سو یونگ
- سون هی سون در نقش مادر جه کیونگ
- هونگ هیون چول در نقش پدر جه کیونگ
- کوان سونگ مین در نقش سونگ مین
- چوی وون هونگ در نقش جون سو
- جونگ سه هیونگ در نقش پزشک چوی یون وونگ
- اوه جونگ سه در نقش بیونگ سو
- کیم اوک کیونگ در نقش نگهبان
- بان هه را در نقش نگهبان
- هونگ وون به در نقش دی‌جی رادیو
- لی جو شیل در نقش مادر دوک هون (حضور افتخاری)
- یانگ جونگ آ در نقش نو دوک جو (حضور افتخاری)